# Ohio-Pennsylvania League
La Ohio-Pennsylvania League fu una delle leghe minori del baseball USA che nacquero all'inizio del XX secolo. Durante la sua vita, fra il 1905 e il 1912, accolse dozzine di squadre locali, che la usarono come campo di allenamento per atleti ed ufficiali che si sarebbero poi distinte nella Major League Baseball.
L'associazione nacque nel marzo 1905, quando il presidente Charlie Morton invitò sei possibili membri ad un incontro ad Akron, nell'Ohio. A inizio stagione la lega iniziò con 11 squadre; alla fine del 1912 l'associazione contava non meno di 40 formazioni in più di 20 città.
Mentre la Ohio-Pennsylvania League veniva smantellata (come altre organizzazioni simili), fornì alle formazioni sportive regionali un'alternativa al collaudato sistema delle leghe minori. Luminari del baseball che furono legati a questa associazione sono Billy Evans, Everett Scott e George Sisler.